# Lithische periode (Zuid-Amerika)

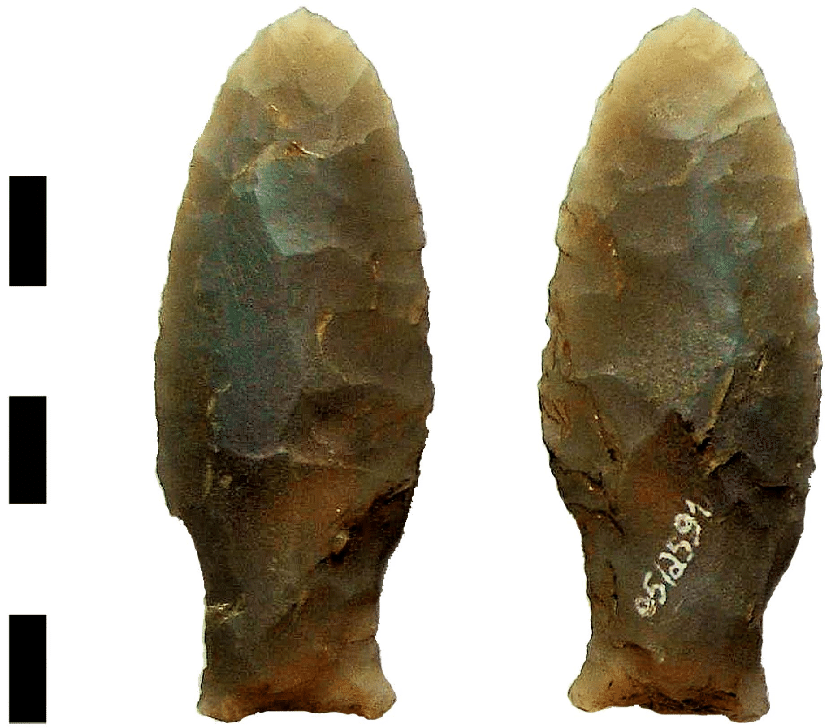
Visstaartpunt uit Montenegro (Brazilië)

De lithische periode van Zuid-Amerika duurde van de eerste bevolking van Amerika tot het einde van de laatste ijstijd, ca. 8.000 BP. Ze werd opgevolgd door de archaïsche periode.
De tijdsperiode van de eerste bevolking van Zuid-Amerika blijft een bron van debat. Conventionele schattingen gingen ervan uit dat de mensen Noord-Amerika ergens tussen 15.000 en 20.000 jaar geleden bereikten, vanwaar ze de kust volgend Zuid-Amerika rond 15.000 BP zouden hebben bereikt. Vroege sites in Colombia zijn El Abra en Tibitó. Volgens sommige minder algemeen geaccepteerde theorieën zouden mensen Zuid-Amerika echter al 25.000 BP of zelfs eerder hebben bereikt. Opvallend is ook de aanwezigheid van een door DNA-onderzoek aangetoonde voorouderlijke spookpopulatie, Population Y, die niet gevonden wordt in Noord-Amerika en verwandschap toont met sommige vroege Zuid- en Zuidoost-Aziatische volkeren. 
De vindplaats Monte Verde in Chili geeft aan dat de populatie waarschijnlijk territoriaal was en het grootste deel van het jaar in hun rivierbekken verbleef. Sommige andere Zuid-Amerikaanse groepen waren daarentegen zeer mobiel en jaagden op groot wild, zoals gomphotheria's en reuzenluiaards. Ze gebruikten klassieke bifaciale projectielpunttechnologieën, zoals visstaartpunten. De belangrijkste voorbeelden zijn populaties die geassocieerd worden met El Jobo-punten (Venezuela), visstaart-punten (verschillende delen van het continent, maar vooral de zuidelijke helft) en Paijan-punten (Peru en Ecuador) op sites in graslanden, savannevlaktes en verspreide bossen. De datering van deze vindplaatsen varieert van c. 14.000 BP voor Taima-Taima in Venezuela tot c. 10.000 BP. De bladvormige El Jobo-punten waren vooral verspreid in het noordwesten van Venezuela, van de Golf van Venezuela tot de hoge bergen en valleien. De bevolking die ze gebruikte bestond uit jagers-verzamelaars die zich binnen een bepaald afgebakend gebied leken te bevinden. El Jobo-punten waren waarschijnlijk de vroegste, daterend uit c. 14.200 - 12.980 BP. Ze werden gebruikt voor de jacht op grote zoogdieren. Daarentegen hadden de visstaartpunten, die dateren van ca. 11.000 BP in Patagonië, een veel bredere geografische verspreiding, maar vooral in het centrale en zuidelijke deel van het continent.

## Overgang naar de archaïsche periode
De archaïsche periode zag een veranderende omgeving met een warmer, droger klimaat en het verdwijnen van de laatste megafauna. De meerderheid van de bevolkingsgroepen in deze tijd waren nog steeds zeer mobiele jagers-verzamelaars, maar nu begonnen individuele groepen zich te concentreren op hulpbronnen die lokaal voor hen beschikbaar waren. 